# Katie Tsuyuki
Katie Tsuyuki (* 4. März 1982 in Scarborough) ist eine ehemalige kanadische Snowboarderin. Sie startete in der Halfpipe.

## Werdegang
Tsuyuki nahm von 2002 bis 2018 an Wettbewerben der World Snowboard Tour und der FIS teil. Dabei errang sie in der Saison 2003/04 mit zwei ersten Plätzen den dritten Platz in der Halfpipe-Wertung des Nor-Am Cups. In der Saison 2005/06 wurde sie kanadische Meisterin und startete in Whistler erstmals im Snowboard-Weltcup, wobei sie die Plätze 35 und 17 errang. In der Saison 2008/09 erreichte sie mit Platz zehn in Gujō ihre erste Top-Zehn-Platzierung im Weltcup und zum Saisonende den 20. Rang im Halfpipe-Weltcup. In den folgenden Jahren belegte sie bei den Snowboard-Weltmeisterschaften 2013 im Stoneham den 15. Platz, bei den Olympischen Winterspielen 2014 in Sotschi den 13. Rang und bei den Snowboard-Weltmeisterschaften 2015 am Kreischberg den 15. Platz. In der Saison 2015/16 erreichte sie mit Platz acht in Mammoth ihre beste Platzierung im Weltcup und zum Saisonende mit dem 17. Rang ihr bestes Gesamtergebnis. In der folgenden Saison siegte sie bei den kanadischen Meisterschaften und errang bei den Snowboard-Weltmeisterschaften 2017 in der Sierra Nevada den 21. Platz. Ihren 38. und damit letzten Weltcup absolvierte sie im Dezember 2017 im Secret Garden Resort, welchen sie auf dem 15. Platz beendete.

## Teilnahmen an Weltmeisterschaften und Olympischen Winterspielen

### Olympische Winterspiele
- 2014 Sotschi: 13. Platz Halfpipe

### Snowboard-Weltmeisterschaften
- 2013 Stoneham: 15. Platz Halfpipe
- 2015 Kreischberg: 15. Platz Halfpipe
- 2017 Sierra Nevada: 21. Platz Halfpipe

## Weltcup-Gesamtplatzierungen
| Saison  | Gesamt/Freestyle | Gesamt/Freestyle | Halfpipe | Halfpipe |
| Saison  | Punkte           | Platz            | Punkte   | Platz    |
| ------- | ---------------- | ---------------- | -------- | -------- |
| 2005/06 | 420              | 102.             | 420      | 40.      |
| 2006/07 | 570              | 71.              | 570      | 24.      |
| 2007/08 | 1030             | 60.              | 1030     | 20.      |
| 2008/09 | 96               | 145.             | 96       | 60.      |
| 2009/10 | 430              | 104.             | 430      | 40.      |
| 2011/12 | 220              | 46.              | 220      | 35.      |
| 2012/13 | 552              | 31.              | 552      | 23.      |
| 2013/14 | 486              | 42.              | 486      | 22.      |
| 2014/15 | 220              | 49.              | 220      | 20.      |
| 2015/16 | 560              | 43.              | 560      | 17.      |
| 2016/17 | 550              | 61.              | 550      | 20.      |
| 2017/18 | 260              | 84.              | 260      | 34.      |